# گیاه‌پارچ کاپلاندی
گیاه‌پارچ کاپلاندی (نام علمی: Nepenthes copelandii)، یک گونه از سرده گیاه‌پارچ‌ها و بومی جزیره میندانائو در فیلیپین است. نام گیاه از ادوین کاپلند (Edwin Copeland) گرفته شده است. در اصل از کوه آپو در نزدیکی شهر داوائو و کوه پاسیان (Mount Pasian) در نزدیکی بیسلیگ (Bislig) شناخته شده است، از آن زمان بر روی تعدادی از قله‌های سراسر میندانائو کشف شده است. همچنین ممکن است در جزیره نزدیک کامیگوئین وجود داشته باشد.
این گونه دارای پراکندگی ارتفاعی وسیعی بین ۱۱۰۰ تا ۲۴۰۰ متر از سطح دریا است. گیاه‌پارچ کاپلاندی دورگه طبیعی شناخته شده‌ای ندارد.[۱۱] هیچ شکل یا جوره‌ای شرح داده نشده است.
شکل گیاه‌پارچ کاپلاندی از کوه آپو در اوایل دهه ۱۹۸۰ توسط علاقمندان استرالیایی پرورش داده شده است، آرایه به‌عنوان
"گیاه‌پارچ گونه فیلیپین شماره ۲" نامیده می‌شود. گیاهان کوه پاسیان خیلی دیرتر وارد کشت شدند.
گیاه‌پارچ کاپلاندی متعلق به گروه غیررسمی گیاه‌پارچ باله‌دار است که شامل، گیاه‌پارچ باله‌دار، گیاه‌پارچ سسیلیا، گیاه‌پارچ گل‌قلمی، گیاه‌پارچ سارانگانی، گیاه‌پارچ فرا، گیاه‌پارچ منقرض، گیاه‌پارچ همیگویتان، گیاه‌پارچ کیتانگلاد، گیاه‌پارچ راموس، گیاه‌پارچ لیته، گیاه‌پارچ نگروس و گیاه‌پارچ میندانائو می‌شود.
این گونه‌ها توسط تعدادی از خصوصیات ریخت‌شناسی، از جمله دمبرگ‌های بالدار، کلاهک‌هایی با برآمدگی‌های پایه در سطح پایین (اغلب به صورت ضمیمه) و پارچ‌های بالایی که معمولاً وسیع‌ترین نزدیک به پایه هستند، متحد می‌شوند.
آرایه‌شناس جان شلور (Jan Schlauer) در پایگاه داده گیاهان گوشت‌خوار خود، گیاه‌پارچ کاپلاندی را مترادف گیاه‌پارچ باله‌دار می‌داند.